# Centro di sterminio di Sonnenstein
Il Centro di sterminio di Sonnenstein (in tedesco: NS-Tötungsanstalt Sonnenstein) fu un centro di sterminio per eutanasia istituito dai nazisti e  situato nell'ex fortezza del castello di Sonnenstein vicino a Pirna nella Germania Orientale, dove già dal 1811 esisteva un ospedale.
Nel 1940 e nel 1941, la struttura fu utilizzata dai nazisti per sterminare circa 15.000 persone in un processo etichettato come eutanasia. La maggior parte delle vittime soffriva di disturbi psicologici e disabilità intellettiva, ma il loro numero includeva anche i detenuti dei campi di concentramento. L'istituto è stato istituito dopo l'inizio della seconda guerra mondiale come parte di un programma del Reich, coordinato a livello centrale e in gran parte segreto, chiamato Aktion T4 per "l'eliminazione della vita indegna" (Vernichtung lebensunwerten Lebens) o l'uccisione di coloro che i nazisti definivano "esistere a peso morto" (Ballastexistense). L'impianto di eutanasia nazista nel castello di Sonnenstein ha anche sostenuto il personale, nonché la preparazione organizzativa e tecnica dell'Olocausto. Era uno dei sei centri in funzione in Sassonia ed era, non da ultimo a causa del numero di vittime, uno dei peggiori luoghi di crimini di guerra nazisti. I metodi per gasare i prigionieri a Sonnestein furono successivamente adottati ad Auschwitz per sterminare i detenuti.
Attualmente il sito commemorativo di Pirna Sonnenstein (Gedenkstätte Pirna Sonnenstein) si erge per commemorare le vittime di questi crimini.

## Storia del castello
L'ex castello e fortezza fu convertito nel 1811 in un istituto per quei malati di mente considerati come curabili. Aveva una buona reputazione grazie al suo principio di riforma psichiatrica. Il medico di base e primo direttore di questo ospedale fu Ernst Gottlob Pienitz. Tra il 1855 e il 1914, l'istituto fu ingrandito con numerosi ampliamenti. Dal 1922 al 1939 la scuola infermieristica nazionale (Pflegerschule) fu trasferita a Sonnenstein.
Nel 1928 Paul Nitsche fu nominato direttore dell'Istituto psichiatrico di Sonnenstein (Heilanstalt Sonnenstein) che in quel momento contava oltre 700 pazienti. Sotto il suo mandato iniziò una sistematica esclusione dei malati di mente cronica. Come sostenitore dell'igiene razziale e dell'eutanasia ha effettuato campagne di sterilizzazioni obbligatorie, usando discutibili procedure mediche obbligatorie e razionamenti alimentari sui pazienti con malattie considerate "ereditarie". Nell'autunno del 1939, l'istituto fu chiuso al pubblico con decreto del ministro dell'Interno sassone e adibito a ospedale militare e campo di reinsediamento.

## Uccisione sistematica di pazienti

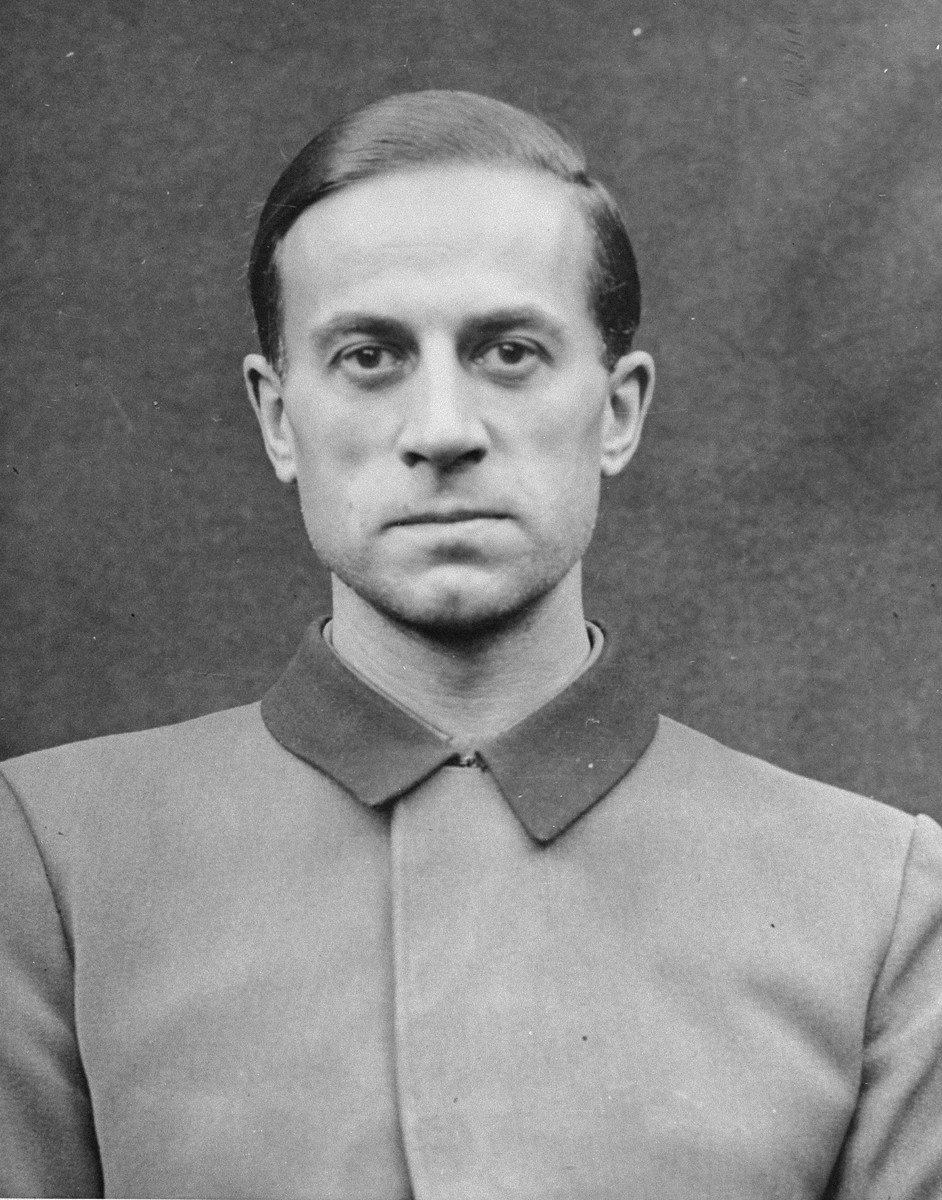
Dr. Karl Brandt, medico personale di Hitler e organizzatore dell'Aktion T4

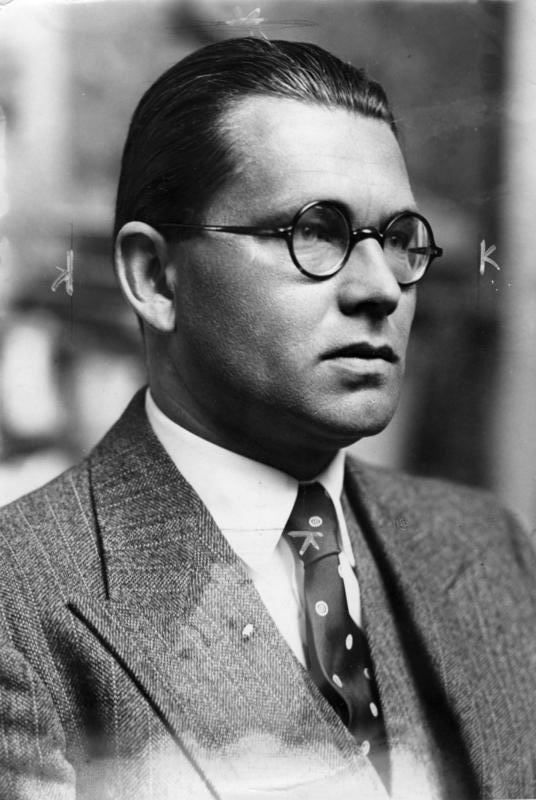
Philipp Bouhler, responsabile del programma T4

Nell'ambito di quella che in seguito divenne la cosiddetta Aktion T4, nel 1940 e nel 1941 furono individuati sei istituti di morte in tutto il Reich tedesco sotto la direzione del partito nazista, supervisionati da un centro di controllo appositamente creato per il programma di sterminio, con sede a Berlino. Questi istituti sono stati responsabili della gasazione di 70.000 pazienti tra malati di mente e ritardati mentali, provenienti da istituti psichiatrici, case di cura per anziani e ospedali. Una di queste cliniche di sterminio si trovava a Pirna-Sonnenstein sotto la direzione del medico Horst Schumann. I suoi successori furono Kurt Borm (nome in codice "Dr. Storm"), Klaus Endruweit (nome in codice "Dr. Bader"), Curt Schmalenbach (nome in codice "Dr. Palm") ed Ewald Wortmann (nome in codice "Dr. Friede").
Nella primavera del 1940, il dipartimento per l'eutanasia di Berlino fece istituire un centro di sterminio in una zona recintata del terreno dell'istituto. Nella cantina dell'edificio ospedaliero, il Blocco C 16, è stata installata una camera a gas con annesso un crematorio. Il complesso dei quattro edifici era circondato da un muro sui lati, rivolti verso il fiume Elba, e da un parcheggio, ancora oggi in gran parte in uso. Sui lati rimanenti fu eretto un recinto di assi alti per nascondere ciò che accadeva all'interno.
Alla fine di giugno 1940 iniziò l'attività di sterminio dell'istituto. Negli anni 1940 e 1941 contava un totale di circa 100 dipendenti: medici, infermieri, autisti, inservienti, impiegati, polizia. Più volte alla settimana, i pazienti venivano prelevati da case di cura e psichiatriche in autobus e portati al Sonnenstein. Dopo aver superato il cancello d'ingresso dell'istituto, presidiato da un distaccamento di polizia, le vittime venivano portate al piano terra del Blocco C 16 per essere divise, e quindi condotte nelle sale di accoglienza maschili e femminili dagli inservienti. In un'altra stanza venivano presentati uno per uno, di solito a due medici dell'istituto, che poi fabbricavano una causa di morte per il successivo certificato di morte.
Dopo il loro "esame", le vittime dovevano spogliarsi in un'altra stanza sotto la supervisione di infermieri e inservienti; subito dopo, in gruppi di 20 o 30 persone, venivano portati in cantina con il pretesto che stavano andando a fare una doccia; da lì erano condotti in una camera a gas allestita come una doccia con diversi soffioni nel soffitto, il personale chiudeva la porta d'acciaio della camera a gas mentre un medico dell'istituto una volta sceso, apriva il rubinetto su un cilindro di monossido di carbonio e osservava il processo di morte che, a seconda della corporatura e della resistenza, richiedeva dai 20 ai 30 minuti.
Dopo altri 20 minuti circa, il gas veniva estratto ed i cadaveri prelevati dagli addetti "fuochisti" e cremati con l'ausilio dei due forni realizzati dalla ditta Kori di Berlino. Prima della cremazione, i pazienti selezionati venivano sezionati dal medico e rimossi tutti i denti d'oro. Le ceneri delle vittime venivano scaricate nella discarica dell'istituto o semplicemente spalate di notte sulla riva del fiume Elba dietro l'edificio.
L'ufficio del registro di Sonnenstein (Standesamt Sonnenstein) inviava quindi alle famiglie delle vittime un certificato di morte con cause di morte falsificate e una "lettera di condoglianze" standard. Uomini e donne di tutte le età e persino bambini furono uccisi a Sonnenstein, compresi quelli del Katharinenhof a Großhennersdorf in Sassonia e dell'Istituto statale di Chemnitz-Altendorf. I pazienti uccisi a Sonnenstein provenivano da Sassonia, Turingia, Slesia, Prussia orientale (ad es. dal Provincial Mental Sanatorium Kortau) e da alcune zone della Baviera: fino al 24 agosto 1941, quando Adolf Hitler, probabilmente per ragioni politiche interne, emise l'ordine "Euthanasia Stop", a Pirna-Sonnenstein in totale furono gasate, nell'ambito dell'Aktion T4, 13.720 persone tra malati e ritardati mentali.

## Precursore della Soluzione Finale
Nell'estate del 1941, più di mille detenuti dei campi di concentramento furono giustiziati a Pirna-Sonnenstein come parte dell'Aktion 14f13. All'epoca i campi non avevano camere a gas proprie. L'entità del trasporto dei prigionieri a Sonnenstein non è ancora completamente nota: i registri mostrano i trasporti dai campi di concentramento di Sachsenhausen, Buchenwald e Auschwitz. La gasazione di massa di quasi 600 detenuti del campo di concentramento di Auschwitz alla fine del luglio 1941 segnò il passaggio a una nuova dimensione del crimine di guerra.
Nella prima metà del 1942 furono istituiti i campi di sterminio per ebrei polacchi ed europei, soprattutto nella Polonia orientale, nell'ambito dell'operazione Reinhard, i quali campi potevano attingere all'esperienza maturata nell'ambito dell'Aktion T4. Circa un terzo dei dipendenti dell'Istituto di Sonnenstein fu impiegato nel 1942 e nel 1943 nei campi di sterminio di Bełżec, Sobibor e Treblinka.

## Tracce rimosse

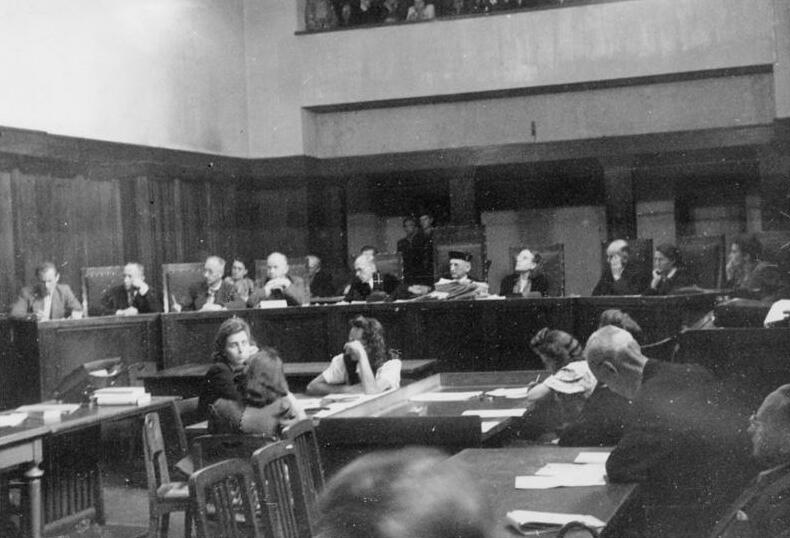
L'aula della giuria nel 1947 durante il processo ai medici di Dresda per i crimini commessi a Sonnenstein

Durante l'estate del 1942 l'istituto di eutanasia di Sonnenstein fu sciolto e la camera a gas e il crematorio smantellati. Dopo un'attenta rimozione delle tracce del delitto, l'edificio fu utilizzato dalla fine del 1942 come ospedale militare dalla Wehrmacht. Nel cosiddetto processo ai dottori di Dresda, nell'estate del 1947, furono chiamati a rispondere alcuni dei partecipanti agli omicidi di Sonnenstein. La giuria di Dresda condannò a morte Paul Nitsche, che dalla primavera 1940 era uno dei direttori medici incaricati dello sterminio dei malati nel Reich tedesco, nonché due delle infermiere di Sonnenstein.
Dopo il processo ai medici, i crimini commessi sono stati raramente menzionati a Pirna. Nel dopoguerra la vicenda fu repressa e in gran parte nascosta per quattro decenni. Sul sito di Sonnenstein fu costruita una grande fabbrica che fu tenuta al riparo dal pubblico: l'azienda ha utilizzato gli edifici del centro di morte.

## Numero di vittime

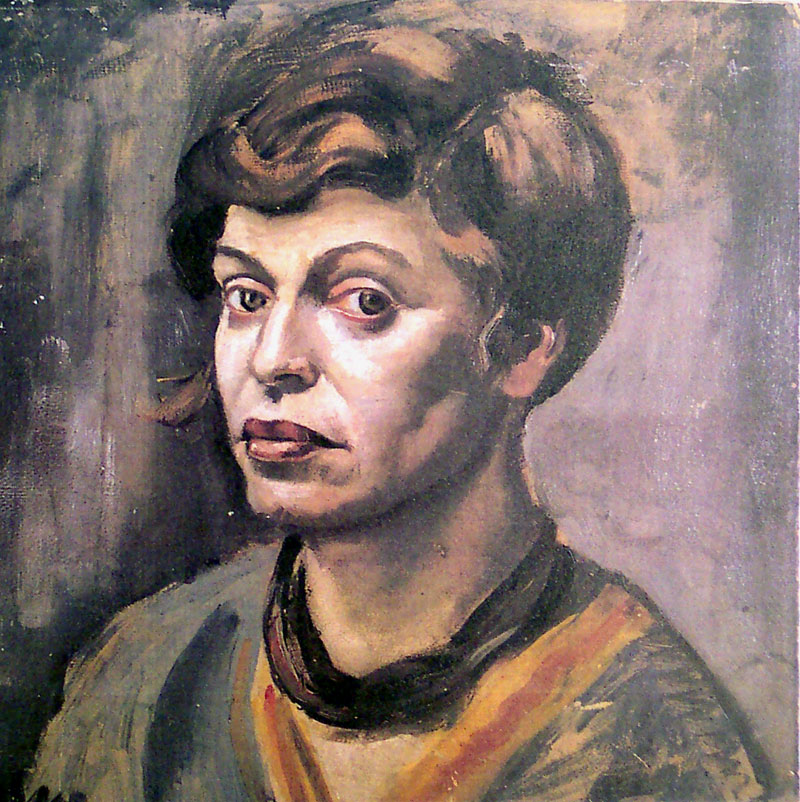
Autoritratto di Elfriede Lohse-Wächtler assassinata a Sonnensteinn

Secondo le statistiche interne del T4 sopravvissute alla distruzione, nel centro di eutanasia di Sonnenstein in 15 mesi tra il giugno 1940 e il 1 settembre 1941 furono giustiziate nella camera a gas 13.720 persone:
| 1940 | 1940  | 1940  | 1940  | 1940 | 1940 | 1940 | 1941 | 1941 | 1941 | 1941 | 1941  | 1941  | 1941  | 1941 | Totale |
| Giu  | Lug   | Ago   | Set   | Ott  | Nov  | Dic  | Gen  | Feb  | Mar  | Apr  | Mag   | Giu   | Lug   | Ago  | Totale |
| ---- | ----- | ----- | ----- | ---- | ---- | ---- | ---- | ---- | ---- | ---- | ----- | ----- | ----- | ---- | ------ |
| 10   | 1 116 | 1 221 | 1 150 | 801  | 947  | 698  | 365  | 608  | 760  | 273  | 1 330 | 1 297 | 2 537 | 607  | 13 720 |

Queste statistiche coprono solo la prima fase dell'Aktion T4, che terminò con un ordine di Adolf Hitler il 24 agosto 1941. Dopo l'interruzione temporanea dell'Aktion T4, furono giustiziati altri 1.031 prigionieri dei campi di concentramento di Buchenwald, Sachsenhausen e Auschwitz a Sonnenstein sotto il nome in codice "Trattamento speciale 14 f 13". Una delle vittime più note fu l'artista di Dresda, Elfriede Lohse-Wächtler. Allo stesso modo l'avvocato, Martin Gauger, che proveniva dal campo di concentramento di Buchenwald, fu assassinato a Sonnenstein con il trattamento 14f13.

## Istituzione del centro commemorativo
Dopo la chiusura del centro nel 1941, sul sito furono istituiti la scuola Adolf Hitler (Adolf-Hitler-Schule Gau Sachsen), una scuola dell'amministrazione del Reich e un ospedale militare della Wehrmacht che durò fino al 1945. Dopo la fine della seconda guerra mondiale, divenne un campo profughi, un campo di quarantena per i membri rilasciati della Wehrmacht, parte dell'ufficio del Landrat e una scuola di polizia. Questi rimasero fino al 1949, ad eccezione della scuola di polizia che durò fino al 1954.
Dal 1954 al 1991 gran parte del sito è stato utilizzato da un produttore per costruire turbine per aerei. Nel 1977 nell'area del castello è stato istituito il centro di riabilitazione del distretto di Pirna. Nel 1991 questo centro è diventato un laboratorio per portatori di handicap sotto il patrocinio dell'organizzazione benefica dei lavoratori, Arbeiterwohlfahrt.
Solo nell'autunno del 1989 i suoi eventi storici sono entrati gradualmente a far parte della coscienza pubblica della città. Il 1º settembre 1989, in occasione del 50º anniversario dell'inizio del programma di sterminio nazista, si tenne una piccola mostra sull'Aktion T4 dello storico Götz Aly, su iniziativa di alcuni cittadini interessati a portare alla luce l'argomento. La mostra ha suscitato molto interesse da parte del pubblico, tanto che fece seguito un'iniziativa dei cittadini per creare un luogo commemorativo adatto alle vittime dei crimini dell'eutanasia nazista a Sonnenstein. Nel giugno 1991 è stata costituita una società per il sito, il Kuratorium Gedenkstätte Sonnenstein.
Sulla base delle ricerche degli archivi e delle indagini effettuate dal 1992 al 1994, i locali sotterranei utilizzati per gli stermini del Blocco C 16 sono stati ricostruiti nel 1995 e adibiti a memoriale (oggi edificio Schlosspark 11). La mostra si trova nell'attico dello stesso edificio, per conto della Saxon Memorial Foundation, è stata creata una mostra permanente sia per ricordare le vittime della tirannia politica sia per documentarne i crimini: la mostra è stata aperta al pubblico il 9 giugno 2000.

### L'attuale centro commemorativo
Il sito fa parte del memoriale noto come "Vergangenheit ist Gegenwart" ("Il passato è il presente") creato dall'artista berlinese Heike Ponwitz. Tutte le tavole riportano un motivo della Fortezza Sonnenstein tratto da un dipinto del pittore di corte dell'Elettorato di Sassonia Bernardo Bellotto. Ogni tavola ha un tema legato ai crimini di guerra dell'eutanasia nazista, come il trasporto collettivo, la lettera di condoglianze, il trattamento speciale o la doccia. Il progetto è il risultato di un concorso per erigere il memoriale per le 15.000 vittime di Sonnenstein.